# Jan Severein
Jan Severein (Deventer, 2 juli  1937) is een voormalig Nederlands voetbalscheidsrechter.

## Loopbaan
Hij floot wedstrijden in de Eredivisie, Eerste divisie, voor de KNVB Beker en enkele andere wedstrijden.
Severein was als scheidsrechter actief tussen 1977 en 1984. Hij werd in mei 1977 gepromoveerd van de "Overgangslijst" naar het betaalde voetbal.

#### Debuut
Zijn debuut in het betaalde voetbal vond plaats op 21 augustus 1977. Severein floot toen in de eerste divisie de wedstrijd Willem II - Fortuna SC (uitslag 0-0). Fortuna-voetballer Joop Titaley had de 'eer' de eerste gele kaart van scheidsrechter Severein in het betaalde voetbal te ontvangen. De eerste wedstrijd in de eredivisie onder leiding van Severein was NEC - FC Volendam (uitslag 4-1) op 2 september 1978. Scheidsrechter Severein hield die dag de kaarten op zak. 

#### Johan Cruijff
Severein floot zijn allerlaatste wedstrijd in het betaalde voetbal op 13 mei 1984: Feyenoord - PEC Zwolle (uitslag 2-1). Dit was tevens de laatste officiële wedstrijd van voetballer Johan Cruijff, hij speelde die laatste wedstrijd namens Feyenoord. Severein gaf Cruijff in die wedstrijd een symbolische rode kaart. Zijn laatste gele kaart gaf Severein die middag aan PEC Zwolle-speler Chris Riemens in de 70e minuut.

#### Meer dan 200 wedstrijden
Jan Severein floot in de periode tussen 1977 en 1984 in totaal 202 wedstrijden in het betaalde voetbal: 85 wedstrijden in de eerste divisie, 100 in de eerste divisie, 14 wedstrijden in het KNVB Beker-toernooi en 3 wedstrijden tijdens de eerste divisie play-offs.

#### Buitenlandse wedstrijden
Naast zijn wedstrijden in het Nederlandse betaalde voetbal werd Severein, net als andere Nederlandse scheidsrechters, regelmatig ingezet als grensrechter bij internationale wedstrijden . Severein ondersteunde in die hoedanigheid scheidsrechters die op de internationale lijst stonden, zoals Charles Corver, Egbert Mulder en Jan Keizer.